# Talavera (Comarca)
Die Comarca Talavera ist eine der zehn Comarcas in der Provinz Toledo der autonomen Gemeinschaft Kastilien-La Mancha.
Sie umfasst eine Gemeinde auf einer Fläche von 185,83 km² mit dem Hauptort Talavera de la Reina.

## Gemeinden
| Gemeinde             | Einwohner (2024) | Fläche km² | Dichte Einw./km² | Cod INE | Postleitzahl |
| -------------------- | ---------------- | ---------- | ---------------- | ------- | ------------ |
| Talavera de la Reina | 84.738           | 185,83     | 456              | 45165   | 45600–45694  |
| Comarca Talavera     | 84.738           | 185,83     | 456              | –       | –            |